# مارس روكساس
مارس روكساس (بالإنجليزية: Mar Roxas) (و. 1957 – م) هو عالم اقتصاد، ورائد أعمال من الفلبين ولد في كيزون.